# Conrad Khan
Conrad Khan (* 2000 in London) ist ein britischer Nachwuchsschauspieler.

## Leben
Die Eltern des im Jahr 2000 in London geborenen Conrad Khan stammen aus Pakistan und Deutschland. Er wuchs in der Nähe vom Bahnhof King’s Cross auf, begann als Teenager Theater zu spielen und war von 2012 bis 2015 Ensemblemitglied des Arcola Youth Theatres London.
Ab seinem 16. Lebensjahr übernahm Khan kleinere Filmrollen. So war er in The Huntsman & The Ice Queen aus dem Jahr 2016 in der Rolle des jüngeren Titelcharakters Eric zu sehen, der als Erwachsener von Chris Hemsworth gespielt wird. In County Lines, einem Filmdrama von Henry Blake, das Anfang Dezember 2020 im Vereinigten Königreich via BFI Player und als Video-on-Demand veröffentlicht wurde, erhielt er die Hauptrolle und spielt darin den 14-jährigen Tyler, der durch die Bekanntschaft mit dem deutlich älteren Simon in das Drogennetzwerk Londons abrutscht. Für Khan, der nach eigenen Aussagen schon immer den sozialen Realismus von Regisseuren wie Ken Loach und Mike Leigh liebte, bot die düstere Sozialpolitik von County Lines die Möglichkeit, sich auf emotionaler Ebene mit diesem Projekt zu verbinden. Hiernach spielte Khan in den Serien Baptiste und Peaky Blinders – Gangs of Birmingham.
Im September 2020 schrieb sich Khan für einen Filmkurs an der Queen Mary’s University in London ein. Im selben Jahr wurde er vom britischen Branchendienst Screen International zu den „Stars of Tomorrow“ gezählt.

## Filmografie (Auswahl)
- 2016: The Huntsman & The Ice Queen (The Huntsman: Winter’s War)
- 2019: County Lines
- 2019: The Passenger (Kurzfilm)
- 2021: Baptiste (Fernsehserie 6 Folgen)
- seit 2022: Peaky Blinders – Gangs of Birmingham (Peaky Blinders, Fernsehserie)
- 2023: Kindling
- 2023: The Burning Girls (Miniserie)

## Auszeichnungen
British Academy Film Award
- 2021: Nominierung als Bester Nachwuchsdarsteller

British Independent Film Award
- 2021: Nominierung als Vielversprechendster Newcomer (County Lines)[7]

London Critics’ Circle Film Award
- 2021: Nominierung als Bester britischer Nachwuchsdarsteller (County Lines)[8]